# Heriaeus latifrons
Heriaeus latifrons es una especie de araña cangrejo del género Heriaeus, familia Thomisidae. Fue descrita científicamente por Lessert en 1919.

## Distribución
Esta especie se encuentra en Tanzania.